# Train de la mort
L'appellation Train de la mort (ou Convoi de la mort ou train 7909) désigne le convoi de déportés parti le 2 juillet 1944 du camp de Royallieu à Compiègne et arrivé à Dachau le 5 juillet. Il est resté tristement célèbre sous ce nom en raison du nombre élevé de morts survenues durant le transport par une forte chaleur et en l'absence d'eau.

## Description
Le dimanche 2 juillet 1944, vers 9 h 15, le train no 7909 part de Compiègne, emportant 2 152 hommes, répartis dans 22 wagons à bestiaux. Sous une chaleur caniculaire, sans eau, asphyxiés, une centaine de déportés meurent. Certains, pris d'une folie meurtrière, s'entretuent. Le 3 juillet, les Allemands ouvrent les portes pour faire évacuer les cadavres, achevant les mourants d'une balle dans la tête. Ces morts sont transportés dans des wagons vidés de leurs occupants. Le 4 juillet, des infirmières de la Croix-Rouge allemande commencent à distribuer de la soupe et de l'eau, mais sont interrompues par la reprise du trajet. Le train arrive à la gare de Dachau le mercredi 5 juillet vers 15 h. Les morts sont transportés au crématoire sans être enregistrés.
Dans huit wagons, aucune victime n'a été recensée. Ces wagons se sont organisés autour d'un noyau de résistants qui a su imposer la discipline. En revanche, dans les autres wagons, la « loi du plus fort » s'est instaurée et les victimes se sont comptées par dizaines. On a identifié 519 morts, corrigeant un peu le chiffre de Christian Bernadac de 536 morts,.
Ce convoi était composé à 94 % environ de Français. Il comprenait également des Espagnols, plus nombreux devant les Polonais, les Italiens et les Belges.
En 2024, une liste du convoi de déportés du 2 juillet 1944 est retrouvée à Compiègne.

## Destins de déportés par ce train
- Jacques Barrau, rescapé.
- Jean Bigot, médaillé de la résistance réseau Résistance Vienne, professeur d'allemand, arrêté le 12 mai 1944 à Mignaloux-Beauvoir, meurt d'épuisement  pendant le trajet.
- Albert Canac, rescapé, auteur d'un récit.
- René Carmille meurt du typhus à Dachau le 25 janvier 1945.
- Jean-Yves Chapalin, résistant rescapé. Fait une carrière politique à son retour (maire du Mans, sénateur, député).
- Jacques Damiani, rescapé, auteur d'un récit.
- André Delpech, rescapé. Président du Comité International Dachau de 1991 à 2005 [4].
- Guillaume D'Ussel, comte d'Ussel, alias Nicoleau, mort en déportation à Neckargerach.
- René Filhol, rescapé.
- René Fontbonne, syndicaliste CGT et militant communiste, meurt au camp de concentration de Hersbruck[5].
- Stéphane Fuchs, médecin, résistant des FFL, survit à la déportation[6].
- Raymond Jaouen, arrêté à Lyon avec René Carmille, meurt étouffé pendant le trajet.
- Pierre Kahn-Farelle, dit entre autres « Pierre des faux-papiers » du réseau Plutus, rescapé.
- Claude Lamirault, créateur du réseau « Jade Fitzroy », rescapé, mais meurt peu après son rapatriement. Compagnon de la Libération.
- Jean Lassus, rescapé, archéologue.
- Victor Michaut, rescapé, auteur d'un récit.
- Cyprien Quinet, député communiste, assassiné au camp de concentration de Hersbruck.
- Joseph Rovan, alias Pierre citron, rescapé. Auteur d'un récit[7].
- Charles Serre, chef national du mouvement « Résistance », après l’arrestation en octobre 1943 de Jacques Destrée. Il participe à Paris à la création du Mouvement de Libération Nationale (MLN). Compagnon de la Libération. Rescapé.
- Roger Taubert, membre de la Sixième-EIF à Brive-la-Gaillarde, où il participe aux missions de sauvetage et planquage. Il agit comme agent de liaison pour le mouvement Combat (Résistance). Il meurt de faim à Dachau, le 20 avril 1945, à l'âge de 22 ans. Croix de guerre 1939-1945 avec palme, à titre posthume, Médaille de la Résistance, à titre posthume.
- André Verchuren, rescapé, accordeoniste.
- François Vernet (arrêté sous la fausse identité de Bernard Henri), écrivain, décédé à Dachau [8].

## Nommés dans le récit d'Albert Canac
- « Adjudant Didelot, mon fidèle collaborateur à l'École militaire de Tulle », mort durant le transport
- « deux jeunes garçons, maîtres d'internat à Tulle, Beaudiffier et André », idem
- « mon camarade Boulant de Tulle. Le malheureux mourra d’œdème en février 45, à Dachau »
- « Le troisième, seul véritable rescapé, est notre camarade Gonzaléz André, de Toulouse, âgé de dix-sept ans à l'époque... »
- Policier allemand nommé : « Notre train fut alors pris en charge par le capitaine de la Schutzpolizei Friedrich Dietrich de Schwetzingen (Bade-Wurtemberg). Ce dernier commandait pendant l'Occupation le secteur de police de Hagondange (Moselle)( ...) Ce dernier fut jugé, à la Libération, à Metz condamné à mort et exécuté. »
- « C'était un détenu ancien, l'abbé Fabing, de Montigny-les-Metz, qui appelait les noms »

## Extraits du récit de Jacques Damiani
- C’est par (le convoi) du 2 juillet 1944, l’un des 29 de 1944 (14 convois de persécution déportant des Juifs et 15 convois de répression composés de Résistants et d’otages), que, partant de Compiègne, après quatre jours et trois nuits d’une terrible épreuve, nous sommes arrivés à Dachau.
- Une étude minutieuse a recensé 546 noms de morts à l’arrivée. Parmi eux il y avait deux fontenaysiens : Claude Beaupère, 17 ans et Pierre Diet, 42 ans.

## Noms cités dans le récit de Victor Michaut
- J’avais néanmoins retrouvé Cyprien Quinet, l’ancien mineur, député du Pas-de-Calais, qui devait finir à Hersbruck, déchiqueté vivant par les chiens.
- A deux ou trois reprises, j’avais clandestinement établi une liaison hâtive avec Roger Roue, une connaissance du temps de « l’Avant-Garde » et des Jeunesses Communistes de 1936.
- Une cinquantaine d’anciens d’Eysses a quitté Compiègne le 2 juillet : les trente-six venus de Blois et quelques malades (sauf Arthur Vigne et Esprit Armando gardés encore à l’infirmerie et quand même déportés un mois plus tard).
- J’entends monter la colère de Marc Perrin.
- Au milieu du wagon, je revois notre cher toubib, le docteur Fuchs, mon ami Stéphane du préau 2 et de la cellule 23, qui avait été aux côtés d’Henri Auzias[9], notre délégué général à la Centrale, le porte-parole des droits et de l’honneur des détenus résistants. Avec lui, notre grand « Popol » de l’infirmerie d’Eysses, le Docteur Paul Weil, la bonté faite homme.
- J’entends toujours le mot de mon camarade Miguel Portolès, ancien maçon, républicain espagnol, résistant en France.
- Que de bons camarades, dans mon entourage ! Parmi eux, mon compagnon de cellule de Blois, Jean Lautissier[10], qui n’allait pas me quitter jusqu’à la libération des camps. À plusieurs reprises, il devait contribuer à me sauver la vie, y compris en m’écartant des balles des SS, lors de notre évasion pendant le transfert des déportés de Blaichach à travers le Tyrol, en pleine débâcle des troupes allemandes en avril 1945. Lautissier, donc, et Perrin, Portolès, René Fontbonne, furent de ceux qui, avec les docteurs Fuchs et Weil se dépensèrent pour la survie des copains.
- Cuisinier de métier, Roannais d’origine, résistant de la première heure en zone sud, Georges Luc avait tout naturellement été placé aux cuisines quand le service général de l’intérieur s’organisa à Eysses sous la responsabilité du collectif des détenus patriotes.
- Dès le départ du train, j’avais sans conviction griffonné un bout de papier « nous partons pour l’Allemagne… », lâché ensuite au hasard dans la campagne avec prière de l’envoyer à la seule adresse légale de mon entourage, à mon cousin Georges Bost dans le XIe arrondissement. Le mot est bien arrivé. Six semaines plus tard, mon cousin tombait en pleine insurrection de Paris aux mains des Allemands. Il fut avec tout un groupe de résistants , membres de la milice patriotique du XIe, affreusement massacré et fusillé dans les fossés de Vincennes, le 20 août 1944 .
- Deux des détenus d’Eysses de ce convoi, malheureusement isolés de leurs camarades, les jeunes catholiques Blattes et Person, du préau I de la Centrale, qui s’entraidaient et priaient d’un même cœur, ont fini atrocement dans le train de la mort.
- Et parmi mes plus proches voisins de wagon, je pense à deux camarades exemplaires évoqués plus haut, envoyés sans retour de Dachau dans l’enfer d’Hersbrück : René Fontbonne[5], refusant de travailler dans un kommando, fut abattu sur place pour tentative de révolte. Et Georges Luc, le cuistot d’Eysses, le guetteur de notre wagon, frappé par un kapo pendant une harassante corvée de briques, lui lança son poing dans la figure et périt les reins brisés par cent coups de schlague.
- La force particulière de ces liens, je l’ai ressentie quand nous fûmes enfermés dans la même cellule, le chrétien protestant Stéphane Fuchs[6], membre dès la première heure d’un réseau de la résistance en rapport direct avec Londres, et moi le militant communiste membre de la délégation du Comité central de mon Parti dans la zone sud où nous organisions la résistance, dès juillet 1940.